# Aaron Abrams (rugby à XV)
Pour les articles homonymes, voir Aaron Abrams.
Pas d'image ? Cliquez ici

b Matchs officiels uniquement.
Dernière mise à jour le 6 septembre 2022.
Aaron David Abrams, né le 9 juillet 1979 à London (Ontario-Canada), est un joueur de rugby à XV canadien, évoluant au poste de talonneur pour l'équipe nationale du Canada.

## Carrière

### Clubs successifs
- Pacific Pride

### Équipe Nationale
Aaron Abrams a depuis le 17 juin 2006, 22 sélections internationales en équipe du Canada, il fait ses débuts le 18 juin 2003 contre les États-Unis.
Il joue deux matchs de Coupe du Monde 2003.

## Palmarès

### Sélections nationales
- 22 sélections en équipe du Canada
- 2 essais
- 10 points
- Nombre de sélections par année : 3 en 2003, 7 en 2004, 8 en 2005, 4 en 2006
- participation à la Coupe du Monde 2003 (2 matchs disputés, 1 comme titulaire).